# Antonio Serrano (músico)
Antonio Serrano es un armonicista de jazz y música clásica español. Representó a España en el Festival de Eurovisión de Jóvenes Músicos 1992.

## Biografía
Nacido en Madrid en 1974 de padre jienense y madre uruguaya, Antonio Serrano comienza sus estudios musicales a los siete años, guiado por su padre, quien desarrolla un método de enseñanza personal dirigido a aprender a tocar cualquier instrumento y estilo musical usando la armónica como instrumento principal. Antonio completa esta formación estudiando piano, violín, percusión, lectura musical, armonía, historia de la música, historia del arte, conjunto coral y estética en los conservatorios de Madrid y Alicante, donde comienza a llamar la atención como armonicista y es convocado por el maestro Larry Adler para acompañarlo a un concierto de las Naciones Unidas en París, junto a Barbara Hendricks y Plácido Domingo, lo que supone el inicio de su carrera profesional como armonicista clásico. 
Serrano inicia su relación con el jazz tras descubrir viejas grabaciones de Louis Armstrong y del armonicista y guitarrista belga Toots Thielemans, comenzando estudios formales de armonía moderna con el prestigioso profesor de Jazz y armonía contemporánea Félix Santos Guindel, con el que estudia 2 años, lo que le capacita para poder continuar amplíando sus conocimientos de forma autodidacta y mediante colaboraciones con algunos de los mejores músicos de jazz del país. Solicitado asimismo por innumerables artistas en el ámbito del flamenco y del pop, Antonio Serrano mantiene al mismo tiempo una carrera en solitario que le ha permitido registrar hasta el momento cinco álbumes bajo su nombre.

## Valoración
Antonio Serrano es un virtuoso de su instrumento, una de las mayores promesas del jazz español actual y uno de lós músicos de sesión más solicitados de su país. Dotado de una asombrosa facilidad técnica y un profundos conocimientos teóricos, Serrano muestra asimismo una enorme versatilidad musical que queda fielmente reflejada en su amplio historial de colaboraciones. El armonicista se mueve con idéntica soltura en ámbitos musicales tan distantes entre sí como el jazz, el flamenco, el pop o la música clásica, una habilidad de la que pocos pueden hacer gala. En el ámbito del jazz, su fraseo refleja la influencia de Toots Thielemans, con quien el propio Serrano ha colaborado en varias ocasiones.

## Discografía
- 1991,  Antonio Serrano and his Romantic Harmonica.
- 1994,  Más que dos (Tempo Interno), con Mario Torres.
- 1999,  En el Central, Antonio Serrano & Joshua Edelman Trío.
- 2003,  El corazón al Sur, con José Reinoso.
- 2004,  Sesión Continua, con Federico Lechner.
- 2006,  Zamba Nueva, con José Reinoso.
- 2007,  Armonitango, con Toots Thielemans, Jorge Pardo, Jerry González, Javier Colina..y otros
- 2008,  ROSA, con Leonardo Amuedo y otros treinta músicos.
- 2012,  La Extraña Pareja, con Federico Lechner.
- 2012,  HARMONIOUS, Antonio Serrano.
- 2014,  MAHALO, con Albert Sanz.
- 2018,  ANTONIO & CONSTANZA, Antonio Serrano con Constanza Lechner.

## Colaboraciones

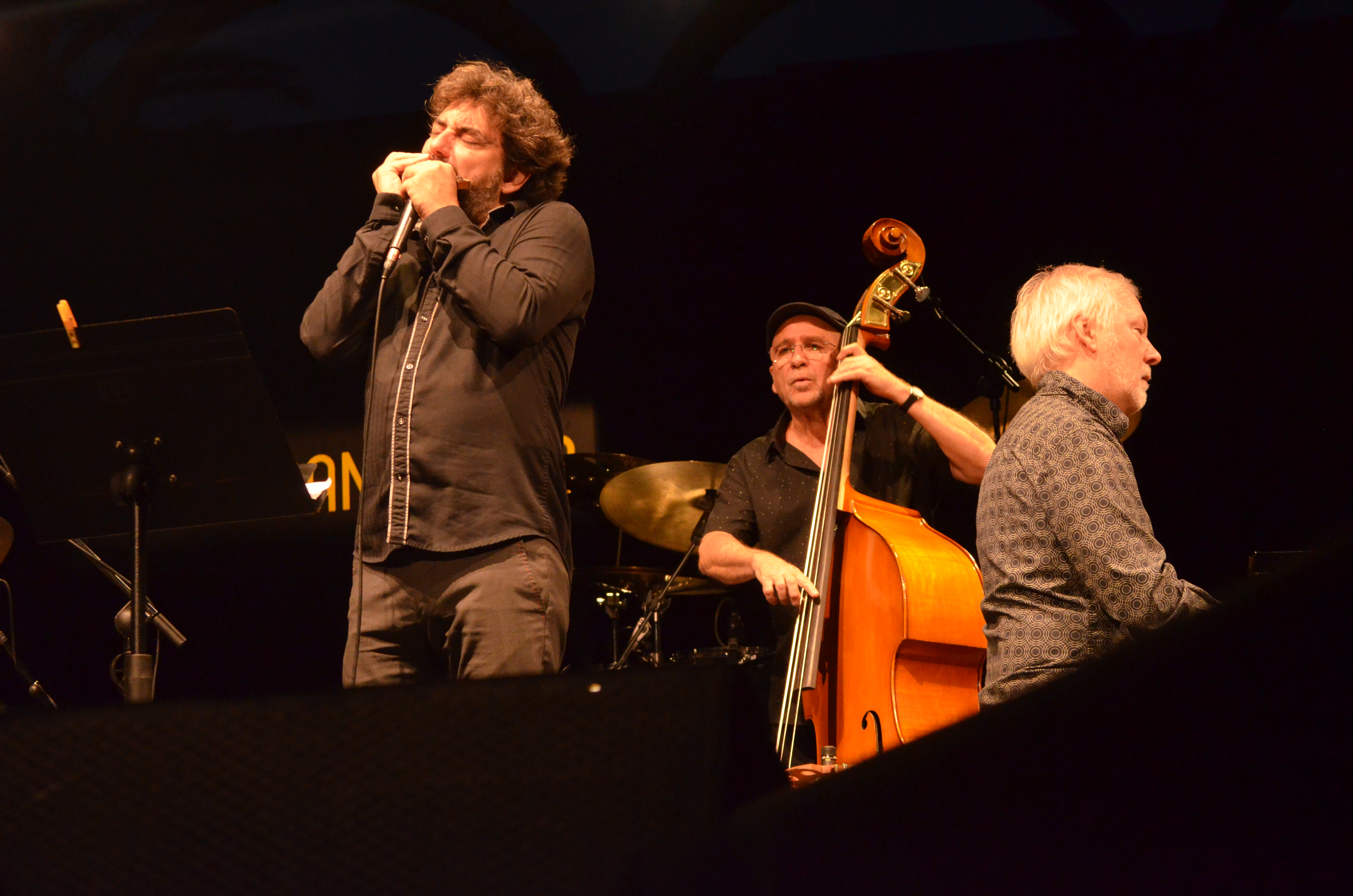
Ignasi Terraza y Antonio Serrano en 2018.

Antonio Serrano ha colaborado en giras y discos de los artistas más importantes de jazz y flamenco de España, como son Perico Sambeat, Chano Domínguez, Jorge Pardo, Carles Benavent, Tino di Geraldo, Guillermo Mac Gill, Lou Bennett, Carlos Carli, Horacio Icasto, Albert Sanz, David Mengual, Javier Colina, Dan Rochlis, Bob Sands, Pedro Ruy Blas, Vicente Amigo, Diego Amador, Esperanza Fernández, Rubén Dantas, Tino di Geraldo, Paco de Lucía, Tomatito, Raimundo Amador, Montse Cortés, Niño Josele o Javier Limón. Asimismo ha trabajado al lado de artistas internacionales como Luis Salinas, Toots Thielemans, Wynton Marsalis, Paquito de Rivera, Ivan Lins, Rosa Pasos o Joshua Edelman. 
En el mundo del pop ha efectuado giras y grabado discos con los artistas más conocidos en lengua hispana: Andrés Calamaro, Pedro Guerra, Joaquín Sabina, Estopa, Rosana, Ana Belén, Rosario y Lolita Flores, Navajita Plateá, La Barbería del Sur, Tontxu, Ella Baila Sola, German Copini, Maita Vendecá, Armando Manzanero, Presuntos Implicados o Rosa León.
Como armonicista clásico, Antonio ha trabajado con las Orquestas Sinfónicas de Hidelberg, Kiel, Radio Televisión de Colonia, Estambul, Bélgica, Europea, Radio Televisión Española, Granada, La Rioja, Sevilla, Las Palmas, habiendo realizado grabaciones con las de Colonia, Las Palmas, O.R.T.V.E. y la Europea.
Además ha colaborado en la grabación de las bandas sonoras de las películas "Carne Trémula" de Pedro Almodóvar, "Mamá es Boba" de Santiago Lorenzo, "Impulsos" de Miguel Alcantud, "El silencio antes de BACH" de Pere Portabella, y "Tiempos de Azúcar" de Juan Luis Iborra.